# アンキュルス湖

約8700年前のアンキュルス湖。白は縮小したスカンジナビア氷帽を表す。スヴェア川とイェータ川を通って大西洋に達する。

アンキュルス湖(英語：Ancylus Lake)は、約9500～8000年前に現在のバルト海を中心に存在した湖である。
ヨルディア海→アンキュルス湖→マストグロイア海の順に変化した。
堆積物の中から見つかった腹足綱のアンキュルス・フルヴィアティリスに因んで、イェラルド・ドゥ・イェールが名付けた。